# Kolla kodaiana
Kolla kodaiana är en insektsart som beskrevs av William Lucas Distant 1918. Kolla kodaiana ingår i släktet Kolla och familjen dvärgstritar. Inga underarter finns listade i Catalogue of Life.